# Nangerang (Jampang Tengah)
Nangerang is een bestuurslaag in het regentschap Sukabumi van de provincie West-Java, Indonesië. Nangerang telt 5573 inwoners (volkstelling 2010).